# Márcio Abreu
Márcio Nuno Ornelas Abreu, noto semplicemente come Márcio Abreu (Funchal, 25 aprile 1980), è un ex calciatore portoghese, di ruolo centrocampista.